# Szerdahelyi Sándor (grafikus)
Szerdahelyi Sándor (Miskolc, 1933. szeptember 7. – Kazincbarcika, 2010. november 1.) grafikus, pedagógus.

## Életútja
Édesapja katona volt. Elemi és középiskolai tanulmányait szülővárosában végezte, 1952-ben tette le az érettségit a Földes Ferenc Gimnáziumban. Ezután az egri Állami Pedagógiai Főiskola nappali tagozatán szerezte meg földrajz-rajz szakos általános iskolai tanári diplomáját 1955-ben. Mesterei Imreh Zsigmond, Adler Miklós, Bíró Lajos, Balogh Jenő, Blaski János és Sarkantyu Simon voltak. Tanított 1954-től Tibolddarócon, majd Bőcson. 1955-ben megházasodott, feleségével Jákó Judittal együtt hét évig tanítottak Hernádnémetiben. 1962-től állította ki képeit Magyarországon és külföldön. 1962 és 1971 ősze között tanulmányi felügyelő volt Kazincbacikán. 1971 szeptemberétől ugyanitt a Ságvári Endre Gimnáziumban tanított. 1972-ben az Eötvös Loránd Tudományegyetem Bölcsészettudományi karán filozófia szakos diplomát szerzett. 1972 és 1976 között tartalékos katonaként szolgált. 1954-től haláláig tagja volt a Pedagógusok Szakszervezetének, 1957-től az Eötvös Alapnak, 1970-től a Tudományos Ismeretterjesztő Társulatnak, utóbbinál előadóként is működött. 1965-ben hozta létre az Izsó Miklós Képzőművészeti Kört. Munkái megjelentek újságokban és folyóiratokban. Pedagógusi munkájának elismeréseként több díjjal és kitüntetésben részesült, 2004. augusztus 20-án megkapta a Kazincbarcika Város Emlékplakettje kitüntetést, 2005-ben pedig Németh László-díjjal jutalmazták.